# Alexis Littré
Pour les articles homonymes, voir Littré (homonymie).
Alexis Littré, né le 17 juillet 1654 à Cordes-sur-Ciel et mort à Paris le 3 février 1725, est un médecin et un anatomiste français.

## Biographie
Il a étudié la médecine à Montpellier et à Paris, obtenant le doctorat en 1691. En 1699, il est devenu membre de l’Académie des sciences. Littré a enseigné l’anatomie à Paris et écrit de nombreuses publications médicales.
Il a été le premier à décrire la saillie herniaire d’un diverticule de l’intestin (diverticule de Meckel). Cette affection est maintenant désignée sous le nom de « hernie de Littré ». Il a également décrit des glandes muqueuses urétrales de l’urètre masculin, structures qui devaient être connues sous le nom de « glandes de Littré », et dont l’inflammation est parfois appelée « littréite ». En 1701, il décrit une grossesse extra-utérine dans sa localisation tubaire. 
Dans son traité de 1710, Diverses observations anatomiques, il a été le premier à suggérer la possibilité de réaliser une colostomie dans la région lombaire en cas d’obstruction du côlon. Habitant la maison du père de Jean-Louis Petit, il donna à l'enfant ses premières leçons d'anatomie avant de lui confier, alors que ce dernier avait à peine douze ans, le soin de son amphithéâtre.

## Publications
L'Académie des sciences a mis en ligne des mémoires d'Alexis Littré. La France littéraire de Joseph-Marie Quérard donne également une liste d'articles parus dans les mémoires de l'Académie.
- Littré, « Observations sur des plaies de ventre », Mémoires de mathématique et de physique de l'Académie royale des sciences,‎ 1705, p. 32–37 (lire en ligne)